# Райнер Шуттлер
Райнер Шуттлер (нім. Rainer Schüttler) — німецький тенісист, олімпійський медаліст. 
Срібну олімпійську медаль Шуттлер виборов разом із Ніколасом Кіфером на Афінській олімпіаді 2004 року, де німецька пара поступилася в фіналі чилійській. 
Після завершення кар'єри в 2012 році Шуттлер тренував Сергія Стаховського та Васека Поспішила.

## Значні фінали

### Фінали турнірів Великого шолома

#### Одиночний розряд: 1 (0–1)
| Результат | Рік  | Турнір          | Поверхня | Супротивник  | Рахунок       |
| --------- | ---- | --------------- | -------- | ------------ | ------------- |
| Поразка   | 2003 | Australian Open | Хард     | Андре Агассі | 2–6, 2–6, 1–6 |

### Олімпіади

#### Парний розряд: 1 срібна медаль
| Результат | Турнір     | Дисципліна    | Поверхня | Партнер       | Супротивники                    | Рахунок                      |
| --------- | ---------- | ------------- | -------- | ------------- | ------------------------------- | ---------------------------- |
| Срібло    | Афіни 2004 | парний розряд | Хард     | Ніколас Кіфер | Фернандо Гонсалес Ніколас Массу | 2–6, 6–4, 6–3, 6–7(7–9), 4–6 |

### Фінали турнірів серії Мастерс

#### Одиночний розряд: 1 (0–1)
| Результат | Рік  | Турнір      | Поверхня | Супротивник    | Рахунок       |
| --------- | ---- | ----------- | -------- | -------------- | ------------- |
| Поразка   | 2004 | Монте-Карло | Ґрунт    | Гільєрмо Кор'я | 2–6, 1–6, 3–6 |

## Зовнішні посилання
- Досьє на сайті Асоціації тенісних професіоналів

## Виноски
1. ↑  Association of Tennis Professionals website

| Тенісист | Це незавершена стаття про тенісиста чи тенісистку. Ви можете допомогти проєкту, виправивши або дописавши її. |